# パク・ヘジン
パク・ヘジン（朝: 박해진、1983年5月1日 - ）は、大韓民国の俳優。釜山広域市出身。ソウル総合芸術専門学校演技芸術学部卒。

## 経歴
2006年KBS週末ドラマ『噂のチル姫』でデビュー。この作品において年下の恋人役で人気を博し、『国民の年下の男』と呼ばれるようになった。
2007年KBS日々ドラマ『空くらい地くらい』で主役に抜擢。
2008年『エデンの東』等のドラマに出演。
2008年韓国のMBC演技大賞新人賞を受賞。
2009年KBS2ドラマ『熱血商売人』の主役に抜擢。
2010年10月、自身のジュエリーブランド「PHj KISS」を発表。
2011年2月、日本で1stシングル「運命の轍」で歌手デビュー。
2011年3月、日本での公式ファンクラブ「JINist」が発足。
2012年Letv映画＆ドラマ授賞式アジア最高人気俳優賞を受賞。
2012年2月、2ndシングル「君のために」をリリース。
近年は中国で人気を博し韓国、日本、中国等アジア全域での活動を行っている。

## 出演作品

### テレビドラマ
- 噂のチル姫（2006年、KBS2） - ヤン・ハナム役
- 空くらい地くらい（2007年、KBS1） - チョン・ムヨン役
- エデンの東（2008年-2009年、MBC） - シン・ミョンフン役
- 熱血商売人（2009年、KBS2） - ハ・リュ役
- チェンドドの結婚記（2011年、中国湖南TV） - シェペイ役
- もうひとつの煌びやかな人生（2012年、中国湖南TV） - グアンユ（ダミン）役
- いとしのソヨン（2012年-2013年、KBS2） - イ・サンウ役
- 星から来たあなた（2013年-2014年、SBS） - イ・フィギョン役
- ドクター異邦人（2014年、SBS） - ハン・ジェジュン役
- バッドガイズ（2014年、OCN） - イ・ジョンムン役
- 恋はチーズ・イン・ザ・トラップ（2016年、tvN） - ユ・ジョン役
- マン・ツー・マン〜君だけのボディーガード〜（2017年、JTBC） - キム・ソル（K）役
- フォレスト（2020年、KBS2） - カン・サンヒョク役
- コンデインターン（2020年、MBC） - カ・ヨルチャン役
- 今からショータイム！（2021年、MBC） - チャ・チャウン役
- 国民死刑投票（2023年、SBS） - キム・ムチャン役[1]

### バラエティ
- パク・ヘジンのランダムボックス（2021年、ウェブバラエティ）

### ドキュメンタリー
- ホモアンタクト（2020年）ＭＣ

### CM
- 韓国「バスキンロビンス（サーティワン）」
- 韓国「LOTTEソルレイム」
- 韓国「Men’s Suit ZIEG」
- 韓国「JAYJUN COSMETIC」
- 日本「エヒャン　マッコリ」
- 日本「W. SKIN」
- 中国「SAMSUNG GALAXY」

## 受賞歴
- 2006年 - KBS演技大賞新人演技賞
- 2007年 - KBS演技大賞日々劇部門優秀演技賞
- 2007年 - 第43回百想芸術大賞TV部門男性新人演技賞
- 2008年 - MBC演技大賞男性新人賞
- 2009年 - アジアモデルフェスティバル人気スター賞
- 2012年 - Letv映画＆ドラマ授賞式アジア最高人気俳優賞
- 2016年 - 第1回Asia Artist Awardsドラマ部門ベストアーティスト賞[2]